# Campeonato Paraibano 2012
In 2012 werd het 102de Campeonato Paraibano gespeeld voor voetbalclubs uit de Braziliaanse staat Paraíba. De competitie werd georganiseerd door de Federação Paraibana de Futebol en werd gespeeld van 5 februari tot 13 mei. Na de eerste fase kwam er de knock-outfase, indien een andere club dan de winnaar van de groepsfase deze fase won kwam er nog een finale. Campinense werd kampioen.

## Eerste fase
| Plaats | Club               | Wed. | W  | G | V  | Saldo | Ptn. |
| ------ | ------------------ | ---- | -- | - | -- | ----- | ---- |
| 1.     | Campinense         | 18   | 10 | 4 | 4  | 42:23 | 34   |
| 2.     | Treze              | 18   | 10 | 3 | 5  | 29:19 | 33   |
| 3.     | Sousa              | 18   | 8  | 8 | 2  | 32:21 | 32   |
| 4.     | Botafogo           | 18   | 9  | 4 | 5  | 38:24 | 31   |
| 5.     | Paraíba            | 18   | 9  | 4 | 5  | 26:17 | 31   |
| 6.     | Nacional de Patos  | 18   | 8  | 3 | 7  | 25:34 | 27   |
| 7.     | CSP                | 18   | 7  | 5 | 6  | 25:28 | 26   |
| 8.     | Auto Esporte       | 18   | 7  | 2 | 9  | 25:26 | 23   |
| 9.     | Esporte            | 18   | 3  | 1 | 14 | 25:50 | 10   |
| 10.    | Flamengo Paraibano | 18   | 1  | 2 | 15 | 15:40 | 5    |

|  | Geplaatst voor tweede fase en finale |
|  | Geplaatst voor tweede fase           |
|  | Degradatie                           |

## Tweede fase
In geval van gelijkspel wint de club met het beste resultaat uit de competitie.
|  | Halve finale | Halve finale | Halve finale |   |            | Finale | Finale | Finale |
|  |              |              |              |   |            |        |        |        |
|  | Campinense   | 3            | 0            |   |            |        |        |        |
|  | Botafogo     | 2            | 1            |   |            |        |        |        |
|  | Botafogo     | 2            | 1            |   | Campinense | 4      | 0      |        |
|  |              |              |              |   | Campinense | 4      | 0      |        |
|  |              | Sousa        | 3            | 2 |            |        |        |        |
|  | Treze        | Sousa        | 3            | 2 | 0          | 1      |        |        |
|  | Treze        |              |              |   | 0          | 1      |        |        |
|  | Sousa        | 2            | 3            |   |            |        |        |        |

## Finale
|            |       |       |            |  |
| 9 mei Heen | Sousa | 2 – 2 | Campinense |  |
| 9 mei Heen |       |       |            |  |

|              |            |       |       |  |
| 13 mei Terug | Campinense | 4 – 0 | Sousa |  |
| 13 mei Terug |            |       |       |  |

### Kampioen
| Campeonato Paraibano de 2012    |
| Paraiba                         |
| ------------------------------- |
| CAMPINENSE Kampioen (19° titel) |